# Winter Winds
"Winter Winds" é os segundo single da banda britânica de folk Mumford & Sons de seu álbum de estréia Sigh No More, sucedendo Little Lion Man. Foi lançada para download digital no Reino Unido em 6 de dezembro de 2009, onde atingiu 44ª posição da parada musical do país. Marcus Mumforda, vocalista da banda, disse que essa é sua canção favorita de cantar ao vivo. Winter Winds teve a produção de Markus Dravs.

## Recepção da critica
Fraser McAlpine do Chart Blog BBC deu a canção 5 de 5 estrelas, afirmando que serviria como um "incrível canção de natal equivalente" para um 'Winterval tipo de férias, "como ele é baixinho otimista, o prazer sem ser presunçoso, melancólico, mas edificantes "e" seguro de si mesmo, mas apenas porque todas as lições aprendidas foram duramente conquistada, e geralmente reflexivas dos tempos passados"

## Videoclipe
O videoclipe da canção foi gravada em Novembro de 2008, no Blue Bell Hill, em Kent. Muitas das cenas acontecem no estádio Kits Coty. Na noite de sua estréia no YouTube o vídeo atingiu cerca de 250 mil visualizações, quebrando o recorde de lançamento anteriormente detida por Lady Gaga, de 200 mil visualizações.

## Lista de Faixas
| CD Single |                               |         |  |
| N.º       | Título                        | Duração |  |
| 1.        | "Winter Winds"                | 3:32    |  |
| 2.        | "Hold On To What You Believe" | 4:02    |  |

## Paradas musicais
| Parada (2009)                     | Melhor Posição |
| --------------------------------- | -------------- |
| Bélgica (Ultratop 50)             | 29             |
| Escócia (Official Charts Company) | 32             |
| Reino Unido (UK Singles Chart)    | 44             |